# Nürnberg Ice Tigers
A Nürnberg Ice Tigers egy német jégkorongcsapat Nürnbergben. A csapat a Deutsche Eishockey Ligában játszik.

## Története
A klubot 1980-ban alapították EHC 80 Nürnberg néven.

### Korábban használt nevek
- 1980–1995 – EHC 80 Nürnberg
- 1995–2006 – Nürnberg Ice Tigers
- 2006–2009 – Sinupret Ice Tigers
- 2009–2020 – Thomas Sabo Ice Tigers
- 2020–napjainkig – Eisbären Berlin

## Helyezések
Deutsche Eishockey Liga: 2. hely (1998-98, 2006-07)